# Senekal
Senekal – miasto w Republice Południowej Afryki, w prowincji Wolne Państwo, 3466 mieszkańców (2011).
Miasto położone jest nad brzegiem rzeki Klipspruit, która jest dopływem Vaalu.
Senekal zostało założone w 1874 roku i nazwane na cześć głównodowodzącego wojsk Wolnego Państwa Orania FP Senekala (1815–1866). 
W 1900 roku w okresie II wojny burskiej na przedpolach Senekal w sąsiedztwie góry Biddulphs wojska burskie stoczyły bitwę z wojskami brytyjskimi.